# Ellen Estes
Ellen Estes (Portland, Estats Units 1978) és una jugadora de waterpolo nord-americana, ja retirada, guanyadora de dues medalles olímpiques.

## Biografia
Va néixer el 13 d'octubre de 1978 a la ciutat de Portland, població situada a l'estat d'Oregon.

## Carrera esportiva
Va participar, als 21 anys, en els Jocs Olímpics d'Estiu de 2000 realitzats a Sydney (Austràlia), on va aconseguir la medalla de plata amb la selecció nord-americana al perdre la final de waterpolo contra la selecció australiana. En els Jocs Olímpics d'Estiu de 2004 realitzats a Atenes (Grècia) aconseguí guanyar la medalla de bronze al guanyar el partit de consolació a la selecció australiana.
Al llarg de la seva carrera ha aconseguit una medalla d'or en el Campionat del Món de natació l'any 2003.